# Adam Schmuck

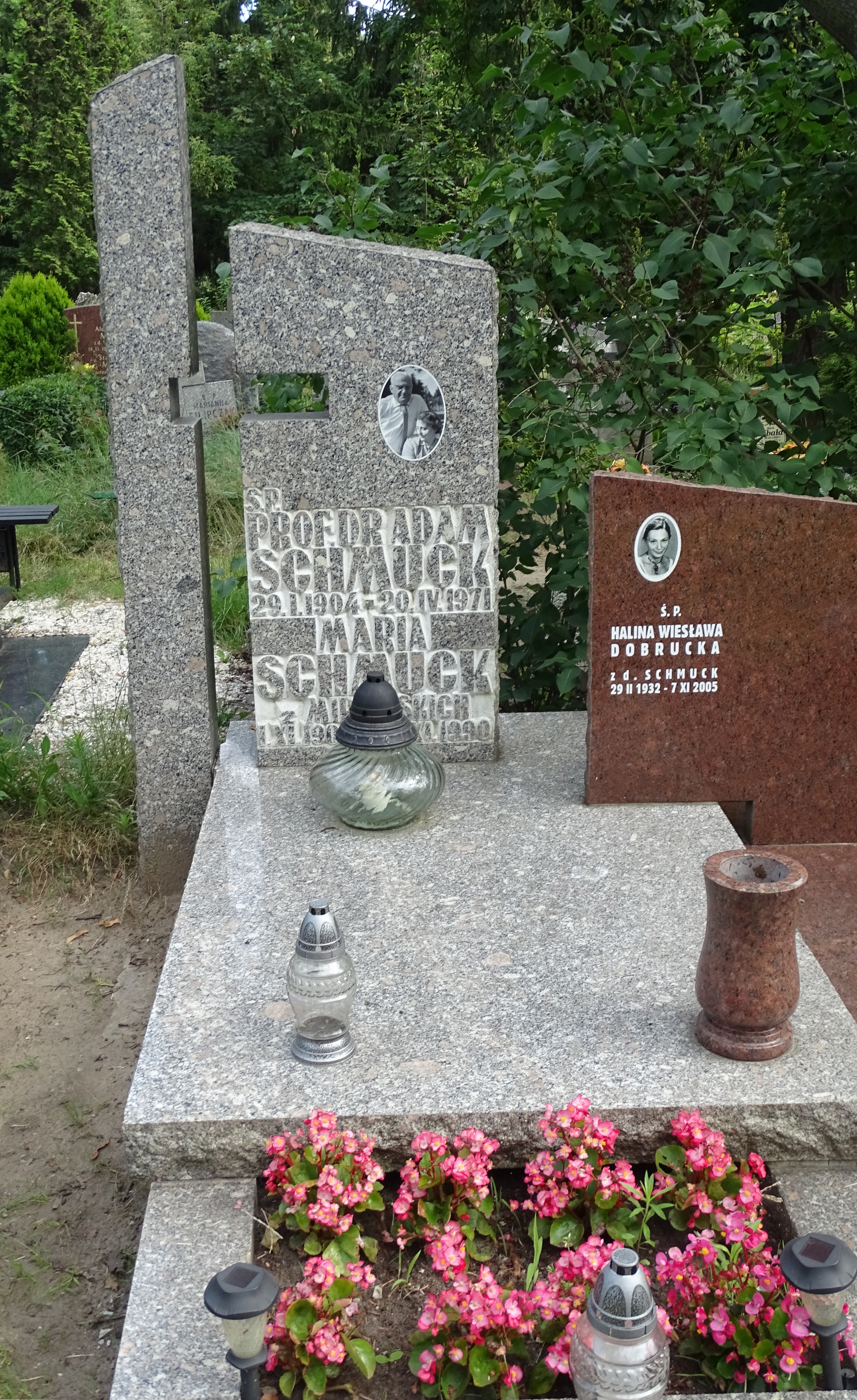
Grób prof. A. Schmucka na cmentarzu przy ul. Smętnej we Wrocławiu

Adam Schmuck (ur. 29 stycznia 1904 we Lwowie, zm. 20 kwietnia 1971 we Wrocławiu) – polski geograf i meteorolog, wykładowca Uniwersytetu Wrocławskiego i Wyższej Szkoły Rolniczej we Wrocławiu.

## Życiorys
Urodzony 29 stycznia 1904 r. we Lwowie, był synem Wojciecha i Anny z Czernych. Jego ojciec był tokarzem we lwowskich warsztatach kolejowych. W rodzinnym mieście ukończył IX Państwowe Gimnazjum im. Jana Kochanowskiego we Lwowie, po czym od 1924 r. studiował na Wydziale Matematyczno-Przyrodniczym Uniwersytetu Jana Kazimierza we Lwowie meteorologię. Studia ukończył w 1928 r. i na rok został zastępcą asystenta na UJK oraz nauczycielem XI Gimnazjum Państwowego we Lwowie, a od września 1930 uczył w gimnazjum w Kołomyi. W 1932 r. doktoryzował się na UJK w zakresie geofizyki i meteorologii pod kierunkiem Henryka Arctowskiego. Oprócz tego opracował monografię okolic Kołomyi oraz wspomnienia zawierające opisy Polesia i Pojezierza Augustowskiego.
Podczas sowieckiej okupacji pracował jako nauczyciel w szkole średniej w Kołomyi. Po agresji niemieckiej pracował kolejno jako rolnik na Lubelszczyźnie, księgowy we Lwowie i pracownik browaru w Okocimiu.
Po zakończeniu wojny został nauczycielem gimnazjum w Brzesku i dyrektorem Państwowego Gimnazjum i Liceum dla Dorosłych. W lutym 1946 r. wyjechał do Wrocławia, w którym objął posadę w Katedrze Meteorologii i Klimatologii Uniwersytetu Wrocławskiego. 30 marca 1950 habilitował się i w następnym roku objął Katedrę Hydrometeorologii na nowo utworzonym Wydziale Melioracji Wodnych na Wyższej Szkoły Rolniczej we Wrocławiu. Na WSzR był w latach 1954–1956 prorektorem, a w latach 1953–1954 i 1959–1962 – prodziekanem Wydziału Melioracji Wodnych. W 1954 został profesorem nadzwyczajnym, w sześć lat później otrzymał tytuł profesora zwyczajnego.
W 1947 r. znalazł się wśród założycieli Polskiego Towarzystwa Meteorologiczno-Hydrologicznego i jego wrocławskiego oddziału PTMH. W następnych latach był sekretarzem PTMH i przez wiele lat zastępcą przewodniczącego. Należał do Wrocławskiego Towarzystwa Naukowego, Polskiego Towarzystwa Geograficznego i Instytutu Śląskiego w Opolu. Autor 99 publikacji naukowych oraz licznych skryptów i podręczników akademickich.
Odznaczony Złotym Krzyżem Zasługi. Zmarł 20 kwietnia 1971 r. we Wrocławiu i został pochowany na cmentarzu św. Rodziny we Wrocławiu. Żonaty z Marią z Mirowskich (1907–1990). Ich córkami były Helena Dobrucka i Barbara Marszałek.